# Vita moskén
Vita moskén är den äldsta moskén i Nasaret, Israel. Den är bara ett exempel på den vanliga ossomanska arkitekturen i staden.
En vanlig dag deltar ungefär 100 till 200 personer i eftermiddagsbönerna, medan det under fredagsbönen deltar ungefär 2000 till 3000 personer.